# بوش (ایلینوی)
بوش (به انگلیسی: Bush) یک منطقهٔ مسکونی در ایالات متحده آمریکا است که در ایلینوی واقع شده‌است. بوش ۱٫۱۹ کیلومتر مربع مساحت و ۲۴۱ نفر جمعیت دارد.